# Droga wojewódzka 401
Die Droga wojewódzka 401 (DW 401) ist eine 42 Kilometer lange Droga wojewódzka (Woiwodschaftsstraße) in der Woiwodschaft Opole in Polen. Diese Route verbindet Żłobizna bei Brzeg mit Pakosławice bei Nysa. Sie verläuft durch die Powiate Brzeski und Nyski.

## Orte an der Droga wojewódzka 401
- Żłobizna
- Krzyżowice
- Obórki
- Przylesie
- Młodoszowice
- Kolnica
- Wojsław
- Grodków
- Nowa Wieś Mała
- Stary Grodków
- Chróścina
- Skoroszyce
- Makowice
- Pakosławice.

## Straßenverlauf
Woiwodschaft Opole
- Żłobizna (Schüsselndorf) (DK 94)
- Krzyżowice (Kreisewitz) (DW 462)
- Obórki (Schönfeld) (DW 458)
- Autobahn  Brzeg (Przylesie) (Autostrada A4 (Polen) A4 / E40)
- Przylesie (Konradswaldau) (DW 403)
- Grodków (Grottkau) (DW 378)
- Grodków (Grottkau) (DW 385)
- Kreisverkehr  Grodków (Grottkau) (DW 385)
- Pakosławice (Bösdorf, Beuthmannsdorf) (DK 46)